# ヒロモトヒロキ
ヒロモト ヒロキは、日本の漫画家。第10回電撃コミックグランプリ準グランプリ受賞者。月刊コミック電撃大王にて『それは突然運命の相手が』を連載。

## 作品リスト
- それは突然運命の相手が